# Kecel
Kecel je město v Maďarsku v župě Bács-Kiskun v okrese Kiskőrös.

## Poloha
Kecel leží na jihu Maďarska. Prochází zde silnice z Baje do Kecskemétu. Kiskőrös je vzdálen 12 km, Kecskemét 60 km a Baja 49 km.

## Galerie

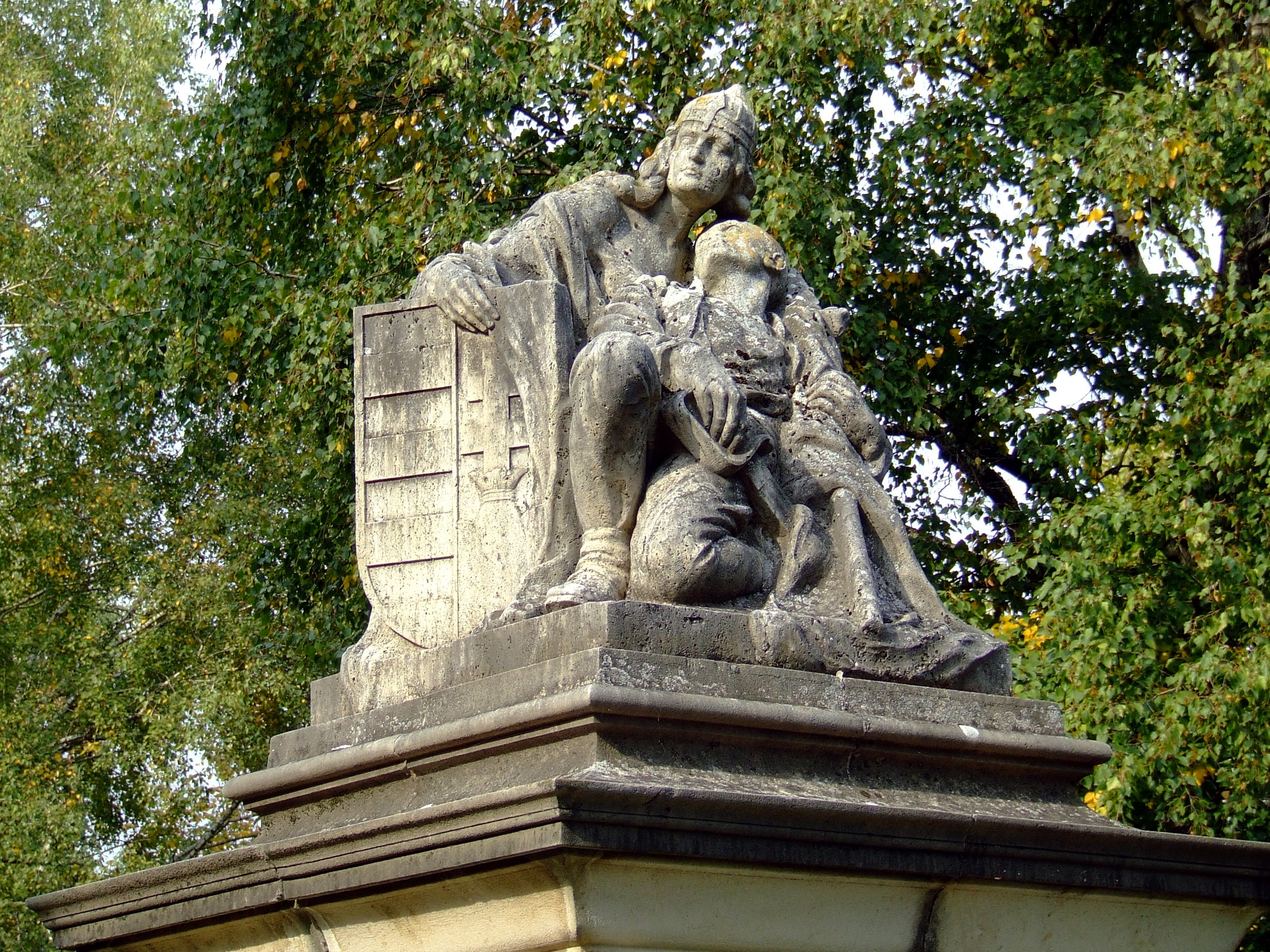
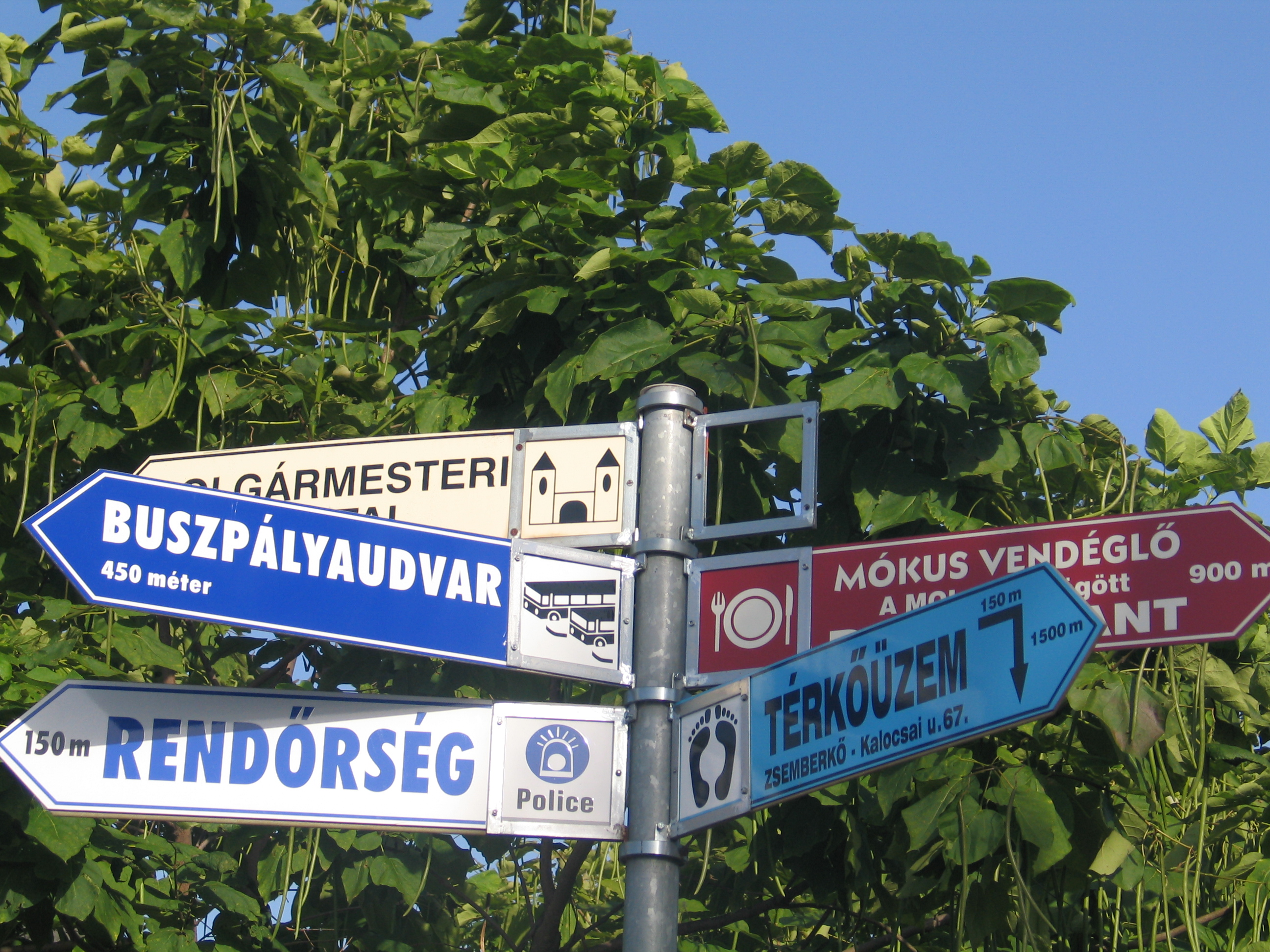